# طوطی‌سهره نوک‌صورتی
طوطی‌سهره نوک‌صورتی (نام علمی: Erythrura kleinschmidti) نام یک گونه از سرده طوطی‌سهره است.